# Bracon sinuatissimus
Bracon sinuatissimus är en stekelart som beskrevs av Granger 1949. Bracon sinuatissimus ingår i släktet Bracon och familjen bracksteklar. Inga underarter finns listade.